# Wolfgang Laib
Wolfgang Laib (Metzingen, 25 maart 1950) is een Duits plastisch kunstenaar.

## Toelichting
Laib studeerde medicijnen in de jaren in Tübingen. Al jong raakte hij geïnteresseerd in kunst, andere culturen en Oosterse filosofie, zoals het boeddhisme en taoïsme en kreeg hij belangstelling voor middeleeuwse mystiek. Laibs werk wordt soms gekarakteriseerd als behorend tot de land art en toont ook invloeden van het minimalisme en proceskunst. 
Laib maakt monumentale beelden en installaties met behulp van organische materialen zoals was, pollen, rijst en melk. Pollen from pine van 2005 is een voorbeeld daarvan. Met het door Laib verzameld stuifmeel van paardenbloemen en hazelaars maakt de kunstenaar in een ruimte op de grond een vierkant. De ontstane velden ogen uitgepuurd, krachtig en breekbaar.
In Nederland is werk van Laib opgenomen in de collectie van Museum De Pont.